# Museu Arqueológico de Ibiza e Formentera

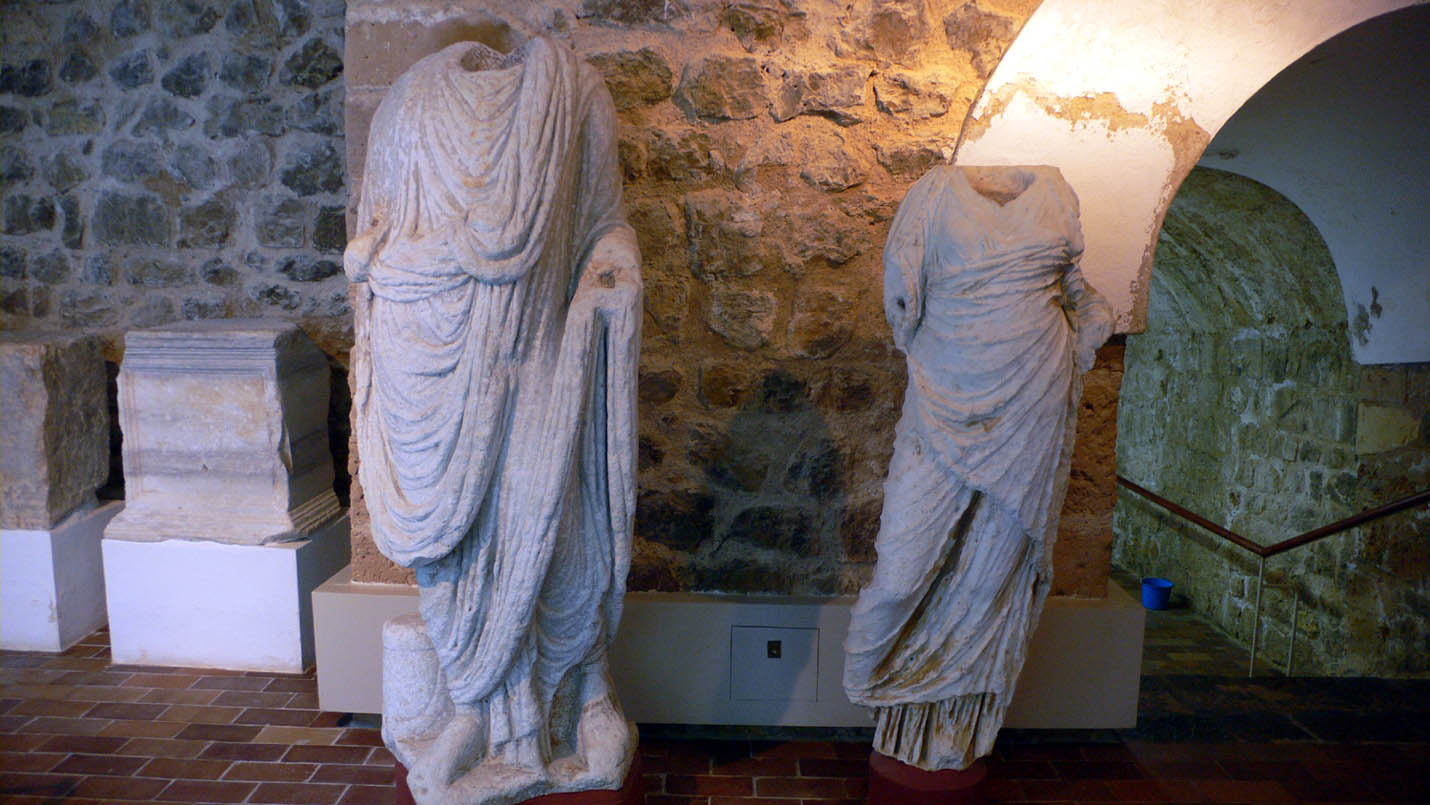
Estátuas púnicas presentes no Museu Arqueológico de Ibiza e Formentera

O Museu Arqueológico de Ibiza e Formentera, também conhecido como Museu Arqueológico de Eivissa e Formentera - MAEF, é um museu arqueológico localizado em Ibiza (ou Eivissa, em Catalão), na Espanha.
Ele possui dois escritórios: um deles localizado em Dalt Vila, ao lado da Capela de Salvador, e o outro na necrópole púnica de Puig des Molins,  (em tradução literal, "Colina dos Moinhos de Vento"). Nesse local, há uma seção monográfica, documental científica, da mesma necrópole.

## A sede da Capela de Salvador
O museu mais primitivo, está localizado na Vila Dalt, na Praça da Catedral, parte superior da cidade murada, onde você também encontrará o Castelo, a casa do Bispo, a casa da Cúria, a antiga Lonja, que hoje foi convertida em um Mirador (de onde você pode ver um panorama do bairro de La Marina, o porto e a moderna assembleia) e a igreja de Santa Maria, incorporou a catedral em 1785. Ocupa a capela do Salvador e o salão da Universidade, ambos construídos, em meados do século XIV, e que foi sede da Prefeitura até 1838. Posteriormente, com a construção do muro renascentista por Calvi e Fratín na segunda metade do XVI, o edifício foi expandido para o bastião de Santa Tecla. Todos esses edifícios foram cedidos ao excelente Conselho Municipal de Eivissa. Embora esteja fechado desde 2011, e não haja vislumbre de uma abertura antecipada, a estrutura original do edifício foi mantida adaptando-a às necessidades do museu.
A primeira notícia que conheço diz respeito à fundação de um benefício nele, em outubro de 1364. E então, aquele Rdo. Luís Palanca, Visitador da ilha pelo Cardeal Aspargo, Arcebispo de Tarragona em 1435, visitou a capela do Salvador, sufragista (ndr.: a arquidiocese geralmente preside um grupo de dioceses de uma região, que são conhecidas como sufragistas) da igreja paroquial (de Santa Maria) e localizada no cemitério, com altar e retábulo multum pulore deaurato. De fato, e, de fato, o primeiro cemitério da Vila, após a reconquista de 1235, ficava na praça principal da igreja. Até sua transferência para a parte de trás dele, em 20 de maio de 1601. (Macabich, 1965: vol. III, p. 363) (Citado por Gurrea e Martin, 1999: 100).
O museu foi criado em 1907, quando a Sociedade Arqueológica Ebusitana doa seu acervo ao Estado, tal foi fundada em 1903. Seus membros incluem nomes ilustres da Arqueologia Ebusitana (relativa à região de Ibiza), como Arturo Pérez-Cabrero, Vives Escudero, Joan e Carles Roman ou Fidel Fita. Eles escavaram em muitos lugares da geografia ebusitana (Carles Roman especialmente, pois englobava muitos sítios rurais: Ses Paises de Cala d'Hort, Can Miquel d'en Curt, S'Era des Matarets, Can Pis...) mas especialmente as necrópoles de Puig des Molins, Sa Barda e Ses Torres, e os santuários de S'Illa Plana e Cueva de Es Culleram.

## Museu Monográfico Puig des Molins
A sua história começa em 8 de outubro de 1929 (ano do fim da ditadura de Primo de Rivera) com a visita do rei Alfonso XIII à Ibiza. Carles Roman, diretor do antigo Museu Arqueológico de Dalt Vila, aproveitou a visita para propor ao monarca um projeto ambicioso na necrópole púnica (fenícios ocidentais) de Puig des Molins. Ao conseguir obter a declaração de um monumento histórico-artístico para a necrópole, o compromisso com a compra de terrenos que estavam sob propriedade privada e a promessa da construção de um novo museu que abrigava os materiais que lotavam o pequeno prédio da Capela do Salvador desde 1907. O projeto previa o fechamento parcial da necrópole com muro de construção e cerca que cercava um perímetro de 1.198 m, com uma área total de 77 500 m², dos quais 62 300 m² correspondiam a propriedades privadas e 15 200 m² ao exército. O custo total da obra foi de 700 mil pesetas.
Com a queda da monarquia e a proclamação da República, em 14 de abril de 1931, o plano fracassou. Mas, ainda assim, o novo regime republicano, em 3 de junho de 1931, manteve para a necrópole o status de monumento histórico-artístico, embora a nova ordem ministerial não estabelecesse os limites do local, pois, provavelmente, naquela época (assim como no presente) seus limites exatos eram desconhecidos. Essa imprecisão fez com que o crescimento urbano, lentamente, mas inexoravelmente, afetasse grande parte da necrópole, especialmente na parte inferior, onde ser coberto por sedimentos (no topo do afloramento da rocha torna os hipogeus visíveis) era menos visível.
Nem o Ato do Patrimônio Histórico-Artístico de 13 de maio de 1933 tornou-se a melhor situação. Roman, encorajado pela visita do presidente da república, Niceto Alcalá Zamora (4 de abril de 1932), voltou a insistir em seu projeto de cerco e desapropriação da terra, que havia oferecido gratuitamente um terreno na propriedade de Can Partit, de sua família, para construir o novo museu, mas não conseguiu ser aprovado.
Roman finalmente alcançou seu objetivo. Com a doação de parte de seu patrimônio, as obras foram concedidas ao empreiteiro Miguel Guasch Clapés e ao arquiteto Francisco Roca Simó. Mas, novamente, o infortúnio pareceu pairar sobre esta obra, a Guerra Civil havia começado. Isso fez com que sua realização, prevista para dezembro de 1936, parasse em 19 de julho (Dia da Ascensão), quando apenas as paredes principais haviam sido erguidas. E foi apenas na chegada de Mañá ao museu que um verdadeiro empurrão foi dado às obras. Seu principal "instigador" não podia ver seu trabalho concluído.
José María Mañá de Angulo (1912-1964) foi o diretor do Museu Arqueológico de Ibiza durante vinte anos (1944-1964). Nasceu em Madrid em 1912 e formou-se em Filosofia e Letras na Universidade de Madrid em 1941. Lecionou na mesma universidade até ingressar na Faculdade de Arquivistas de Bibliotecas e Arqueólogos em 1944. Nesse mesmo ano foi destinado a Ibiza e recebe o nomeação de Comissário Delegado Insular de Escavações Arqueológicas em Ibiza e Formentera.
Mañá teve que realizar seu trabalho em condições bastante difíceis, já que a Espanha estava imersa nos anos do pós-guerra. Apesar do fato dos itens orçamentários e subsídios para atividades arqueológicas serem praticamente inexistentes, ele desenvolveu uma atividade notável como pesquisador e arqueólogo no campo. Sua pesquisa inclui:
- O estudo da terracota queimada do santuário de Es Cuieram, do qual ele realizou um primeiro ensaio de tipologia.
- O estudo das cascas de ovos de avestruz com decoração.
- Tipologia da ânfora púnica.[5]

Sem dúvida, este último trabalho é o que lhe deu mais renome; sendo o mais visível e necessário para o seu tempo, preenchendo um vazio na pesquisa do Mediterrâneo Ocidental e, até hoje, sendo referência para outros pesquisadores, como o trabalho de Joan Ramón Torres (Ramón, 1995), sua tipologia ainda repetidamente citada, nacional e internacionalmente, por arqueólogos em suas obras de campo e pela bibliografia especializada em publicações nessa área científica.
Entre 1946 e 1955 ele realizou seis campanhas (1946, 1949, 1950, 1951, 1954 e 1955) na necrópole de Puig des Molins, local onde o museu monográfico – uma construção que foi reiniciada precisamente sob sua direção – e que em 1999 foi declarada como Patrimônio da Humanidade pela UNESCO. Em 1949, tornou-se vice-presidente do Instituto de Estudos ibizano vinculado ao museu.
Além dessas intervenções, ele também realizou escavações no Illa Plana (1953 com M. Astruc), em Sant Mateu d'Aubarca (Can Callarga em 1955 com M. Astruc) e com o Sr. Benito Vilar Sancho, resgatado na Baía de Sant Antoni de Portmany, o primeiro naufrágio de Ibiza (1962-1963). Em 1964, foi nomeado membro da Associação Espanhola de Orientalistas, no mesmo ano, em 7 de novembro, ele morreu em Madrid.
No ano seguinte, 1965, o arquiteto Antonio Roca Cabanellas, filho do exarquiteto, terminou o Museu Monográfico de Puig des Molins. Logo se viu que não tinha capacidade suficiente para abrigar todos os materiais, como era seu objetivo original, por isso foi decidido manter o Museu da Vila da Dalt como museu geral.
O novo museu foi inaugurado em 1966 para sediar a segunda edição da Bienal de Arte Contemporânea d'Eivissa o que o impulsionou. Mais tarde, em 1968, foi definitivamente inaugurado como o Museu Monográfico de Puig des Molins.

## O Complexo de Museus e sítios Arqueológicos
Após a inauguração do Puid des Molins, o Museu de Arte Contemporânea d'Evissa (MACE)  recebeu instalações próprias, aproveitando a antiga casamata semienterrada na margem do Baluard de San Juan, construída por Jacopo Paleazzo "El Fratín" no final do século XVI. Abriga, até hoje, parte do acervo relativo às habitações da cidade fenício-púnica.
O monográfico passou grandes temporadas fechadas envolvido em reformas que descobriram novas camadas dos sítios arqueológicos, resultando no minucioso trabalho de escavações, descobertas lentamente com pincéis, nestes locais. O período mais extenso foi “dezoito anos de fechamento” (1995-2013), mantendo uma pequena equipe para os museus das Ilhas Baleares e tentando oferecer, para a população local e turistas, a conservação de um importante registro milenar da nossa civilização, e inestimável fonte de pesquisas, uma das maiores necrópoles no Mediterrâneo Ocidental que foi declarada Patrimônio Mundial pela Unesco. na sessão de 1999, em Marrakech. O diretor do MAEF, a partir de 1974, é Jordi H. Fernández.
Diferente do MACE que é voltado para a exposição e visitação turística, o MAEF é voltado para o trabalho de conservação dos achados de pesquisas. Trabalha em parceria com o Museu Nacional de Arqueologia Subaquática que dispõe de estrutura para visitações turísticas e educacionais, acessíveis em Múrcia, no continente.

## Seções do Museu
As seções do MAEF se dividem em três Ilhas no Mar das Baleares e a administração e o intercâmbio de pesquisas, bem como o constante trabalho de conservação dos itens, em ambiente inóspito pela maresia, depende exclusivamente de transporte marítimo, em um trajeto com balsa de cerca 13 horas de translado entre as ilhas.
- Museu de Maiorca[13][14][15]
- Museu de Minorca[16][17][18][19][20][21]
- Museu arqueológico de Ibiza e Formentera[22][23][24][25][26]

Para sustentar toda essa estrutura, em 2005, o MAEF contava apenas com uma diminuta equipe de 16 pessoas:
- 12 funcionários: 1 diretor, 1 técnico superior, 1 auxiliar administrativo e 9 auxiliares
- 4 técnicos em conservação: 2 auxiliares e 2 agentes de limpeza

### Sede e Capela do Salvador (Vila Dalt)
O conteúdo da exposição permanente ocupa mais de três mil anos de história das Baleares desde as Pitiusas até Menorca, desde os primeiros povos mais ancestrais primitivos, com a notada influência dos minoicos, passando por diversas outras civilizações até o período catalão de 1235. Está dividida em seis áreas: pré-história da Península Ibérica, colonização fenícia, período púnico, o período do Império Romano, a antiguidade tardia, tempos islâmicos e medievais.
O Museu é acessado a partir da Praça da Catedral no Centro Histórico. A entrada é a Capela do Salvador, onde fica o saguão, há recepção, seção de venda de publicações, reproduções, cartões postais e o vestiário. A visita começa com uma sala da antiga Universidade, que foi dividida em dois espaços. A rota deve ser feita à direita, onde estão localizadas a área de pré-história e a área de colonização fenícia. Por uma longa escadaria você chega ao corredor do bastião de Santa Tecla, onde se localiza a exposição púnica. No final da passagem, subindo as escadas, o terceiro salão exibe a alta era imperial romana, e na quarta sala a era romana sob a antiguidade tardia. Atualmente, apenas um andar de 5 salas (um temporário, dedicado ao projeto arquitetônico) e um hipogeo estão abertos.
Importante parte do sítio arqueológico está abaixo do piso térreo do MACE, incluindo uma cronologia que remonta ao século VI a.C. e pertenceram às habitações da cidade fenício-púnica. Essas estruturas, ao longo dos séculos, sofreram diversas reformas e readequações; os mais evidentes correspondem ao período púnico nos séculos IV a II a.C. e, posteriormente, também foram documentados níveis de uso e estruturas do século I d.C. Estão expostas as camadas da Antiguidade e dos séculos V e VI d.C., época em que se detectava um abandono da cidade. A última das fases arqueológicas documentadas é composta por níveis de sepultamentos do período islâmico, cuja cronologia remonta aos séculos X a XII.
Durante o período de Pandemia de COVID-19 na Espanha, os quatro Museus de Eivissa (Ibiza) integraram esforços e investimentos para oferecer as exposições de forma virtual. Nesse ano, com a gradual reabertura dos espaços públicos, os museus voltaram a oferecer a visitação pública e seguem o trabalho de pesquisa, em parceria com outros, agora de volta ao "campo aberto", se é que se possa chamar assim as escavações de catacumbas de sepultamento, tão eloquentes para conhecermos as histórias dos antepassados de nossa civilização.
Essa reabertura está marcada pelo "XXVIII Congrés Amics dels Museus 2022", em Eivissa, de 25 a 27 de março de 2022.